# Российская медицинская академия непрерывного профессионального образования
Российская медицинская академия непрерывного профессионального образования (РМАНПО) — крупнейший федеральный центр дополнительного и послевузовского профессионального образования кадров здравоохранения Российской Федерации, а также один из ведущих лечебно-диагностических центров России.
Полное название: Федеральное государственное бюджетное образовательное учреждение дополнительного профессионального образования «Российская медицинская академия непрерывного профессионального образования» Министерства здравоохранения Российской Федерации.
Академия организована 1 декабря 1930 года. При создании Академия получила название — Государственный московский институт усовершенствования и специализации врачей и организаторов здравоохранения. Впоследствии в 1931 году Академия была переименована в Центральный институт усовершенствования врачей (ЦИУВ). В ноябре 1966 года институт был удостоен высшей награды страны — ордена Ленина, и стал называться Центральный ордена Ленина институт усовершенствования врачей (ЦОЛИУВ). В 1994 году ЦОЛИУВ был преобразован в Российскую медицинскую академию последипломного образования (РМАПО). В том же году ректором Академии избрана доктор медицинских наук, профессор Лариса Константиновна Мошетова, в настоящее время академик РАН, заслуженный врач Российской Федерации.
В 2016 году в Академию в форме присоединения в качестве обособленных подразделений (филиалов) вошли Иркутская государственная медицинская академия последипломного образования, Казанская государственная медицинская академия, Новокузнецкий государственный институт усовершенствования врачей, Пензенский институт усовершенствования врачей, и Академия стала именоваться Российской медицинской академией непрерывного профессионального образования (РМАНПО).

## История создания
18 февраля 1931 года Наркомздравом РСФСР утвержден Устав института, закрепивший его головную роль в государственной системе усовершенствования врачей. Определено название института — «Центральный институт усовершенствования и специализации врачей и организаторов здравоохранения».

## Настоящее время
В 1994 году на базе ЦОЛИУВ создается Российская медицинская академия последипломного образования (РМАПО)
В 2016 году на базе РМАПО путем присоединения к ней КГМА, ИГМАПО, ПИУВ, НГИУВ в виде филиалов, образована Российская медицинская академия непрерывного профессионального образования (РМАНПО)
Ректор РМАНПО до 30 апреля 2019 года— доктор медицинских наук, профессор Лариса Константиновна Мошетова- академик РАМН, Заслуженный врач Российской Федерации, заведующая кафедрой офтальмологии РМАНПО, главный внештатный офтальмолог Департамента здравоохранения г. Москвы (с 1992 года по настоящее время), член Бюро Медицинского отделения РАН.
15 ноября 2018 года на конференции работников и обучающихся по выборам ректора РМАНПО по итогам тайного голосования большинством голосов из двух кандидатов на эту должность избран доктор медицинских наук, профессор Дмитрий Алексеевич Сычев- член-корреспондент РАН, лауреат Премии Правительства РФ в области науки и техники, заведующий кафедрой клинической фармакологии и терапии РМАНПО.
15 ноября 2018 года на той же конференции первым Президентом РМАНПО была избрана академик РАН Лариса Константиновна Мошетова.
30 апреля 2019 года Сычев Д. А. и Мошетова Л. К. вступили в свои новые должности.

## Выдающиеся ученые
| - Авербах, Михаил Иосифович - Арендт, Андрей Андреевич - Боголепов, Николай Кириллович - Богуш, Лев Константинович - Болдырев, Тихон Ефимович - Виноградов, Николай Аркадьевич - Вишневский, Александр Васильевич - Вовси, Мирон Семёнович - Вотчал, Борис Евгеньевич - Горизонтов, Пётр Дмитриевич - Гориневская, Валентина Валентиновна - Гращенков, Николай Иванович - Ермольева, Зинаида Виссарионовна - Зильбер, Лев Александрович - Кассирский, Иосиф Абрамович - Кечкер, Михаил Ионович | - Кост, Екатерина Андреевна - Краснов, Михаил Леонидович - Кротков, Фёдор Григорьевич - Лурия, Роман Альбертович - Маргулис, Михаил Семёнович - Мольков, Альфред Владиславович - Мошков, Валентин Николаевич - Мошковский, Шабсай Давидович - Мумладзе, Роберт Борисович - Орехович, Василий Николаевич - Певзнер, Мануил Исаакович - Петров, Борис Дмитриевич - Приоров, Николай Николаевич - Рабухин, Александр Ефимович - Рейнберг, Самуил Аронович - Рожнов, Владимир Евгеньевич | - Руднев, Георгий Павлович - Савицкий, Александр Иванович - Снежневский, Андрей Владимирович - Соколов, Юрий Николаевич (учёный) - Соловьёв, Валентин Дмитриевич - Сперанский, Георгий Несторович - Сыроватко, Федор Агеевич - Сысин, Алексей Николаевич - Тагер, Иосиф Львович - Талалаев, Владимир Тимофеевич - Фельдман, Александр Исидорович - Фрумкин, Анатолий Павлович - Чернов, Александр Зиновьевич - Шерешевский, Николай Адольфович |

## Структура

### Факультеты и кафедры
1. Академический образовательный центр фундаментальной и трансляционной медицины (АОЦФТМ)
- Кафедра авиационной и космической медицины
- Кафедра медицинской биохимии и иммунопатологии
- Кафедра клинической лабораторной диагностики
- Кафедра клинической физиологии и функциональной диагностики
- Кафедра медицинской техники
- Кафедра общей патологии и патофизиологии
- Кафедра патологической анатомии
- Кафедра медицинской генетики
- Кафедра судебной медицины
- Кафедра ультразвуковой диагностики

2. Хирургический факультет
- Кафедра ангиологии, сосудистой и рентгенэндоваскулярной хирургии
- Кафедра анестезиологии и неотложной медицины
- Кафедра анестезиологии и реаниматологии
- Кафедра колопроктологии
- Кафедра нейрохирургии
- Кафедра неотложной и общей хирургии
- Кафедра онкологии и паллиативной медицины
- Кафедра оториноларингологии
- Кафедра офтальмологии
- Кафедра пластической и челюстно-лицевой хирургии
- Кафедра радиотерапии и радиологии им. академика А. С. Павлова
- Кафедра рентгенологии и радиологии
- Кафедра рентгенэндоваскулярных методов диагностики и лечения
- Кафедра сердечно-сосудистой хирургии
- Кафедра сурдологии
- Кафедра термических поражений, ран и раневой инфекции
- Кафедра торакальной хирургии
- Кафедра травматологии и ортопедии
- Кафедра урологии и хирургической андрологии
- Кафедра хирургии
- Кафедра эндоскопии
- Кафедра эндоскопической урологии

3. Терапевтический факультет
- Кафедра гастроэнтерологии
- Кафедра гематологии и трансфузиологии
- Кафедра гериатрии и медико-социальной экспертизы
- Кафедра дерматовенерологии и косметологии
- Кафедра диетологии и нутрициологии
- Кафедра инфекционных болезней
- Кафедра кардиологии
- Кафедра клинической аллергологии
- Кафедра клинической токсикологии
- Кафедра клинической фармакологии и терапии им. академика Б. Е. Вотчала
- Кафедра курортологии и общественного здоровья (г. Пятигорск)
- Кафедра медицинской экспертизы
- Кафедра наркологии
- Кафедра неврологии с курсом рефлексологии и мануальной терапии
- Кафедра нефрологии и гемодиализа
- Кафедра общей врачебной практики и поликлинической терапии
- Кафедра профпатологии и производственной медицины
- Кафедра психиатрии
- Кафедра психотерапии и сексологии
- Кафедра пульмонологии
- Кафедра ревматологии
- Кафедра терапии и полиморбидной патологии
- Кафедра терапии и подростковой медицины
- Кафедра физической терапии, спортивной медицины и медицинской реабилитации
- Кафедра фтизиатрии
- Кафедра эндокринологии

4. Педиатрический факультет
- Кафедра акушерства и гинекологии
- Кафедра анестезиологии, реаниматологии и токсикологии детского возраста
- Кафедра детских инфекционных болезней
- Кафедра детской нейрохирургии
- Кафедра детской онкологии им. академика Л. А. Дурнова[3]
- Кафедра детской оториноларингологии
- Кафедра детской психиатрии и психотерапии
- Кафедра детской хирургии
- Кафедра детской эндокринологии
- Кафедра лучевой диагностики детского возраста
- Кафедра неврологии детского возраста
- Кафедра неонатологии им. профессор В. В. Гаврюшова
- Кафедра педиатрии с курсом поликлинической педиатрии им. академика Г. Н. Сперанского
- Курс медико-социальных проблем охраны материнства и детства
- Курс пренатальной диагностики

5. Факультет профилактической медицины и организации здравоохранения
- Кафедра вирусологии
- Кафедра гигиены
- Кафедра медицинского права, общественного здоровья и управления здравоохранением
- Кафедра медицинской педагогики, философии и иностранных языков
- Кафедра медицинской статистики и цифрового здравоохранения
- Кафедра медицины катастроф
- Кафедра микробиологии им. академика З. В. Ермольевой
- Кафедра мобилизационной подготовки здравоохранения
- Кафедра организации здравоохранения и общественного здоровья
- Кафедра организации санитарно-эпидемиологической службы
- Кафедра радиационной гигиены им. академика Ф. Г. Кротокова
- Кафедра тропических, паразитарных болезней и дезинфекционного дела
- Кафедра эпидемиологии
- Кафедра экономики, управления и оценки технологий здравоохранения
- Центр подготовки педагогов непрерывного профессионального образования

6. Стоматологический факультет
- Кафедра стоматологии
- Кафедра ортодонтии
- Кафедра стоматологии детского возраста
- Кафедра терапевтической стоматологии
- Кафедра ортопедической и общей стоматологии

### Центр практической подготовки врачей
Центр практической подготовки врачей (ЦППВ) в Академии открыт в 2012 году для освоения практического опыта ординаторами и курсантами в симуляционной среде без риска для пациентов. Центр представляет собой площадку коллективного доступа и используется в учебном процессе всеми заинтересованными кафедрами Академии.
Центр оснащен современными тренажерами, манекенами, моделями-муляжами, симуляционной системой SimMan (Laerdal, Норвегия), современным мультимедийным оборудованием. При обучении используется реальное оборудование и расходные материалы отделений хирургии, анестезиологии и реанимации. Имеющееся учебное и медицинское оборудование позволяет овладевать мануальными навыками терапии неотложных состояний, первой врачебной помощи, диагностическими и лечебными манипуляциями в хирургии и анестезиологии-реанимации, отдельными видами оперативных вмешательств.
Основная задача Центра — получение новых компетенций и усовершенствование профессиональных навыков и навыков работы в команде врачами и клиническими ординаторами хирургических и нехирургических специальностей в соответствии с новейшими Европейскими и Национальными рекомендациями. Тренинги построены на принципах проблемного и модульного обучения, направлены на выработку навыков стабильной работы при оказании плановой, экстренной и неотложной медицинской помощи, при критических ситуациях, а также работе в команде.
Симуляционные тренинги проводят опытные клиницисты с большим преподавательским опытом, неоднократно прошедшие стажировки в ведущих симуляционных центрах и имеющие большой опыт симуляционного обучения. Для создания новых циклов привлекаются опытные преподаватели различных медицинских специальностей, работающие в других подразделениях РМАНПО. По окончании курсов (тренингов) выдается свидетельство о повышении квалификации государственного образца.
Адрес: г. Москва, ул. Поликарпова 10, Учебно-лабораторный корпус РМАНПО.

### Мультипрофильный аккредитационно-симуляционный центр
Адрес: г. Москва, ул. Поликарпова 10, Учебно-лабораторный корпус РМАНПО.

### Научная библиотека
Фонд научной медицинской библиотеки РМАНПО насчитывает около 242000 тысяч книг, журналов, диссертаций и авторефератов, методический пособий. Библиотека обслуживает профессорско-преподавательский состав, научных сотрудников, аспирантов, ординаторов и курсантов ФГБОУ ДПО РМАНПО.
Научная медицинская библиотека оказывает услуги по организации доступа к библиотечному фонду через абонемент и читальный зал, открытого доступа к справочно-энциклопедическому фонду, новым периодическим изданиям, электронным библиотечным ресурсам, предоставляет алфавитный и предметный каталоги и картотеки, отражающие информацию обо всех документах и материалах, имеющихся в фонде библиотеки. Осуществляет консультирование пользователей по поиску информации по каталогам и картотекам, а также работе с электронными библиотечными ресурсами.
Адрес: г. Москва, ул. Беломорская, д. 19/38.

### Научно-исследовательский институт молекулярной и персонализированной медицины
Научно-исследовательский институт молекулярной и персонализированной медицины (НИИ молекулярной и персонализированной медицины) является передовым высокотехнологичным учреждением, которое осуществляет исследовательскую деятельность с целью решения актуальных научных проблем здравоохранения и медицинской науки, проведения консультативной и организационно-методической работы, пропаганды научных достижений науки и практики. НИИ молекулярной и персонализированной медицины был создан для активного внедрения результатов научно-исследовательской деятельности в производственный и учебный процесс, для участия ординаторами и аспирантами в проведении фундаментальных, поисковых и прикладных научных исследованиях в области естественных наук в тесной связи с учебным процессом и лечебной деятельностью.
Структура:
- Отдел молекулярной медицины
- Отдел изучения вирусных гепатитов
- Отдел персонализированной медицины
- Группа биомедицинских технологий
- Группа регенеративной медицины

Адрес: г. Москва, 2-й Боткинский проезд, д. 7, к. 2, НИЦ.

### Институт методологии профессионального развития
Адрес: г. Москва, Баррикадная ул., д. 2/1, стр. 1.

### Клиника РМАНПО им. профессора Ю. Н. Касаткина
Клиника РМАНПО — это государственное лечебное учреждение, созданное в 1965 году при медицинской академии РМАНПО (бывшем ЦИУВ) Минздрава России. Направлениями деятельности клиники являются диагностика и эффективная терапия онкологических заболеваний различной локализации и происхождения, а также эндокринных, неврологических и других патологий. В клинике также осуществляется подготовка врачей-специалистов на базе кафедр радиологии и радиотерапии, онкологии РМАНПО.
Адрес: г. Москва, 2-й Боткинский проезд, д. 7, корп. 1.

### Центр контроля качества иммуногистохимических исследований
По инициативе Минздрава России на базе РМАНПО (кафедра патологической анатомии) в 2018 г. создан Центр контроля качества иммуногистохимических исследований (ЦКК ИГХИ).
Организатором проекта выступил заслуженный деятель науки Российской Федерации, лауреат премии правительства РФ за достижения в области науки и техники, академик РАН, заведующий кафедрой патологической анатомии РМАНПО Георгий Авраамович Франк.
Подробно о центре: http://ihccqc.rmapo.ru/

### Центр клинических исследований
Центр клинических исследований создан в целях:
- организации, проведения координации и контроля клинических исследований лекарственных препаратов для медицинского применения и клинических испытаний медицинских изделий (далее — Клинические исследования) в соответствии с действующим законодательством Российской Федерации, уставом Академии, локальными правовыми актами Академии, действующей лицензией на осуществление медицинской деятельности, свидетельством об аккредитации на право проведения клинических исследований лекарственных препаратов для медицинского применения и разрешением Федеральной службы по надзору в сфере здравоохранения на проведение клинических испытаний медицинских изделий;
- обучения профессиональным навыкам проведения научно-исследовательских работ, связанных с Клиническими исследованиями, с эффективным использованием материально-технической базы Академии.

Адрес: г. Москва, 2-й Боткинский проезд, д. 7, корп. 1.

### Информационный центр по вопросам фармакотерапии у пациентов с новой коронавирусной инфекцией COVID-19 «ФармаCOVID»
На базе Академии, с целью поддержки врачей различных специальностей медицинских организаций, участвующих в оказании помощи пациентам с COVID-19, при принятии ими клинических решений путем предоставления научно обоснованной информации по сложным вопросам применения лекарственных препаратов, а также коррекции нежелательных побочных реакций у пациентов с полиморбидной патологией и полипрагмазией, с 16 апреля 2020 г. организован и активно функционирует Информационный центр «ФармаCOVID» (https://rmapo.ru/pharmacovid.html). Центр ежедневно в режиме 24 на 7 обрабатывает запросы по сложным вопросам фармакотерапии пациентов с новой коронавирусной инфекцией COVID-19, поступающей от врачей- клинических фармакологов и других специалистов медицинских организаций Москвы и регионов России, оказывающих медицинскую помощь пациентам с новой коронавирусной инфекцией COVID-19. В работе центра участвует 8 экспертов по клинические фармакологи Академии, а также постоянно привлекаются ведущие специалисты по соответствующим направлениям — сотрудники кафедр Академии и филиалов.

### Музей РМАНПО
Музей создан на общественных началах в декабре 1975 года по инициативе ректора ЦОЛИУВ, заслуженного врача РСФСР М. Д. Ковригиной (руководитель музея — Э. Д. Грибанов), как музей Центрального ордена Ленина института усовершенствования врачей. Преобразован в музей Российской медицинской академии последипломного образования в 1993 году, с сентября 2012 года — на бюджетной основе.
В музее собраны печатные издания, альбомы, антикварная мебель, личные вещи с середины XX века. Наиболее интересные экспонаты: альбом выпуска врачей Императорского Московского университета (1913), пресс-папье В. П. Лебедевой, дар музею лекарственных средств полученных в годы ВОВ по Лендлизу из США, ручка и авторские свидетельства профессора З. В. Ермольевой, трофейное «Руководство по хирургии» (1940), печатные издания конца XIX начала XX вв., удостоверение профессора Р. А. Лурия о службе в эвакопункте в 1941 году, дипломы ВДНХ СССР, международная премия «Золотой меркурий», орден НБР «Кирилл и Мефодий» первой степени.

### Общежития
В структуре РМАНПО имеется три общежития на 1302 койко-места по адресам: Ленинградское шоссе, д. 106, ул. Смольная, д. 40, ул. Поликарпова, д. 12/13.
В общежитиях проживают ординаторы, аспиранты и слушатели курсов. Для проживающих имеются библиотека, бесплатный доступ в интернет, тренажерные залы, постирочные комнаты. На каждом этаже общежитий оборудованы кухни, комнаты отдыха и гладильные. Общежития оснащены современными системами пожарно-охранной сигнализации и видеонаблюдения.

### Совет молодежи
Совет молодёжи — это объединение обучающихся РМАНПО, которое создано для обеспечения активного взаимодействия молодых специалистов и совместной работы над актуальными проектами. Для урегулирования взаимодействия членов общества в 2015 году был принят Этический кодекс, призванный к повышению престижа и авторитета медицинских и фармацевтических работников.
- Основные направления работы Совета молодежи:
- Научная деятельность и школы молодых ученых;
- Помощь в публикации результатов НИР в зарубежных журналах;
- Волонтерство
- Межфилиальное взаимодействие;
- Работа с выпускниками;
- Независимая оценка качества образования и социально-правовая поддержка;
- Патриотическое движение;
- Донорство;
- Досуг обучающихся (спортивная деятельность, шахматный клуб, языковой клуб и др.)

При Совете молодежи создан волонтерский отряд «Призвание», задачами которого является проведение оздоровительно-просветительских мероприятий среди населения и участие в государственных проектах, реализуемых на разных уровнях. Организации, курируемые волонтерским отрядом:
- Московский кадетский корпус «Пансион воспитанниц Министерства обороны Российской Федерации»;
- Государственное бюджетное общеобразовательное учреждение города Москвы Реабилитационно-образовательный центр № 76 Департамента труда и социальной защиты населения города Москвы;
- Государственное бюджетное общеобразовательное учреждение города Москвы «Школа № 1285».

### Школы молодых ученых
В Академии на регулярной основе функционируют практикоориентированные Школы молодых ученых в которых организуется и проводится научная работа обучающихся, молодых преподавателей и врачей по различным направлениям медицины на базе ведущих научных Школ РМАНПО.
https://web.archive.org/web/20190418204207/https://rmapo.ru/sciense_shcool/6593-shkoly-molodyh-uchenyh.html

### Отдел международных связей
Международное сотрудничество является одним из важнейших направлений деятельности РМАНПО, способствующих решению основных задач по подготовке высококвалифицированных специалистов и разработке приоритетных направлений медицинских исследований, оказание высококвалифицированной медицинской помощи.
Задачи международной деятельности определяются требованиями, предъявляемыми к непрерывному медицинскому образованию на современном этапе с учётом осуществляющихся реформ образования и обмена мирового опыта.
Они ориентированы на:
- ускорение обмена современными знаниями и технологиями;
- развитие новаторских форм медицинского образования, науки и здравоохранения на основе изучения международного опыта;
- активизацию многосторонней мобильности учащихся и преподавателей;
- интеграцию в формирующееся общеевропейское образовательное пространство.

Основные направления работы в области международного сотрудничества академии:
1. Подготовка иностранных граждан для зарубежных стран по программам непрерывного профессионального образования;
2. Международная научно-педагогическая деятельность профессорско-преподавательского состава Академии;
3. Осуществление программ академической мобильности;
4. Проведение научных работ с международным участием.

### Филиалы РМАНПО

#### Новокузнецкий государственный институт усовершенствования врачей (НГИУВ)[4]
Полное название: Новокузнецкий государственный институт усовершенствования врачей — филиал федерального государственного бюджетного образовательного учреждения дополнительного профессионального образования «Российская медицинская академия непрерывного профессионального образования» Министерства здравоохранения Российской Федерации.
Директор НГИУВ — д.м.н., профессор, заслуженный врач Российской Федерации, Отличник здравоохранения РФ, профессор кафедры офтальмологии НГИУВ Колбаско Анатолий Владимирович.
Директор НГИУВ с 2021 года — д.м.н., Кан Сергей Людовикович.
Институт был основан в 1927 году в городе Томске на основании постановления ЦИК СНК РСФСР от 21 июня 1927 года, в 1931 году переехал в Новосибирск, а затем в 1951 году в город Сталинск (ныне Новокузнецк). С 1 ноября 2016 года институт является филиалом РМАНПО.
НГИУВ является учреждением, реализующим программы высшего (ординатура, аспирантура) и дополнительного профессионального образования (профессиональная переподготовка, повышение квалификации). Кафедры института расположены в 12 крупных оснащенных современным оборудованием лечебно-профилактических учреждениях Новокузнецка и в федеральных НИИ.

#### Иркутская государственная медицинская академия последипломного образования (ИГМАПО)[5]
Полное название: Иркутская государственная медицинская академия последипломного образования — филиал федерального государственного бюджетного образовательного учреждения дополнительного профессионального образования «Российская медицинская академия непрерывного профессионального образования» Министерства здравоохранения Российской Федерации.
Директор ИГМАПО — д.м.н., профессор, заслуженный деятель науки Российской Федерации, заслуженный врач Российской Федерации, Почетный гражданин Иркутской области, главный специалист-невролог Министерства здравоохранения Иркутской области Владимир Викторович Шпрах.
Академия основана 21 марта 1979 года как «Иркутский государственный институт усовершенствования врачей Министерства здравоохранения СССР» на основании постановления Совета Министров СССР от 21.03.1979 № 305. В 2003 г. Академия переименована в «Иркутский государственный институт усовершенствования врачей Министерства здравоохранения Российской Федерации», в 2005 г. — «Иркутский государственный институт усовершенствования врачей Федерального агентства по здравоохранению и социальному развитию». 20 июня 2011 года институту присвоен статус академии. С 1 ноября 2016 года институт является филиалом РМАНПО.
ИГМАПО осуществляет обучение в соответствии с государственным заданием по 180 программам дополнительного профессионального образования на циклах повышения квалификации и профессиональной переподготовки, по 136 программам стажировок врачей, по 32 основным профессиональным образовательным программам ординатуры и 16 направлениям подготовки в аспирантуре.

#### Казанская государственная медицинская академия(КГМА)[6]
Полное название: Казанская государственная медицинская академия — филиал федерального государственного бюджетного образовательного учреждения дополнительного профессионального образования «Российская медицинская академия непрерывного профессионального образования» Министерства здравоохранения Российской Федерации.
Директор КГМА — д.м.н., член-корреспондент РАН, профессор, заслуженный врач РФ и РТ, главный онколог ПФО и РТ, заведующий кафедрой онкологии, радиологии и паллиативной медицины КГМА Рустем Шамильевич Хасанов.
Академия основана 22 апреля 1920 года как Казанский клинический институт им. В. И. Ленина". В 1995 году на основании распоряжения Правительства Российской Федерации от 20.04.1995 № 513-р и приказа Минздравмедпрома России от 23.05.1995 № 132 ГИДУВ был преобразован в академию. В 2003 году приказом Минздрава России от 04.03.2003 № 76 академия переименована в ГОУ ДПО «Казанская государственная медицинская академия Минздрава РФ», а в 2005 году передана в ведение Федерального агентства по здравоохранению и социальному развитию и получила современное название. С 1 ноября 2016 года институт является филиалом РМАНПО.
В настоящее время педагогическая работа в академии ведется сотрудниками 39 кафедр трех факультетов. Направления подготовки в аспирантуре осуществляются по 30 специальностям, в ординатуре — по 45, программы дополнительного образования определены для профессиональной переподготовки по 52 направлениям и для повышения квалификации (общее усовершенствование) — по 56 специальностям.

#### Пензенский институт усовершенствования врачей (ПИУВ)
Полное название: Пензенский институт усовершенствования врачей — филиал федерального государственного бюджетного образовательного учреждения дополнительного профессионального образования «Российская медицинская академия непрерывного профессионального образования» Министерства здравоохранения Российской Федерации
Директор ПИУВ — к.м.н. Вихрев Денис Владимирович
Почетный директор ПИУВ — д.м.н., профессор, заслуженный врач РФ, заведующий кафедрой травматологии и ортопедии ПИУВ Кислов Александр Иванович.
Пензенский институт усовершенствования врачей организован 7 июля 1977 г. в г. Пензе в соответствии с Постановлением Совета министров СССР № 533 от 07.07.1977 г. С 1 ноября 2016 года институт является филиалом РМАНПО.
ПИУВ — это крупный центр, реализующий программы высшего (ординатура, аспирантура) и дополнительного профессионального образования (профессиональная переподготовка, повышение квалификации) в Приволжском федеральном округе.
В настоящее время в институте имеются два факультета (терапевтический и хирургический), 24 кафедры и курс мобилизационной подготовки здравоохранения и медицины катастроф, ЦНИЛ, отдел медицинской информатики с двумя компьютерными классами для проведения тестирования слушателей, обучающий симуляционный центр, библиотека, общежитие.

Подготовка медицинских кадров по образовательным программам высшего образования — подготовка кадров высшей квалификации в институте проводится по следующим направлениям: ординатура по 38 специальностям, аспирантура — 5 специальностей, повышение квалификации — 48 специальностей, профессиональная переподготовка — 42 специальности. 

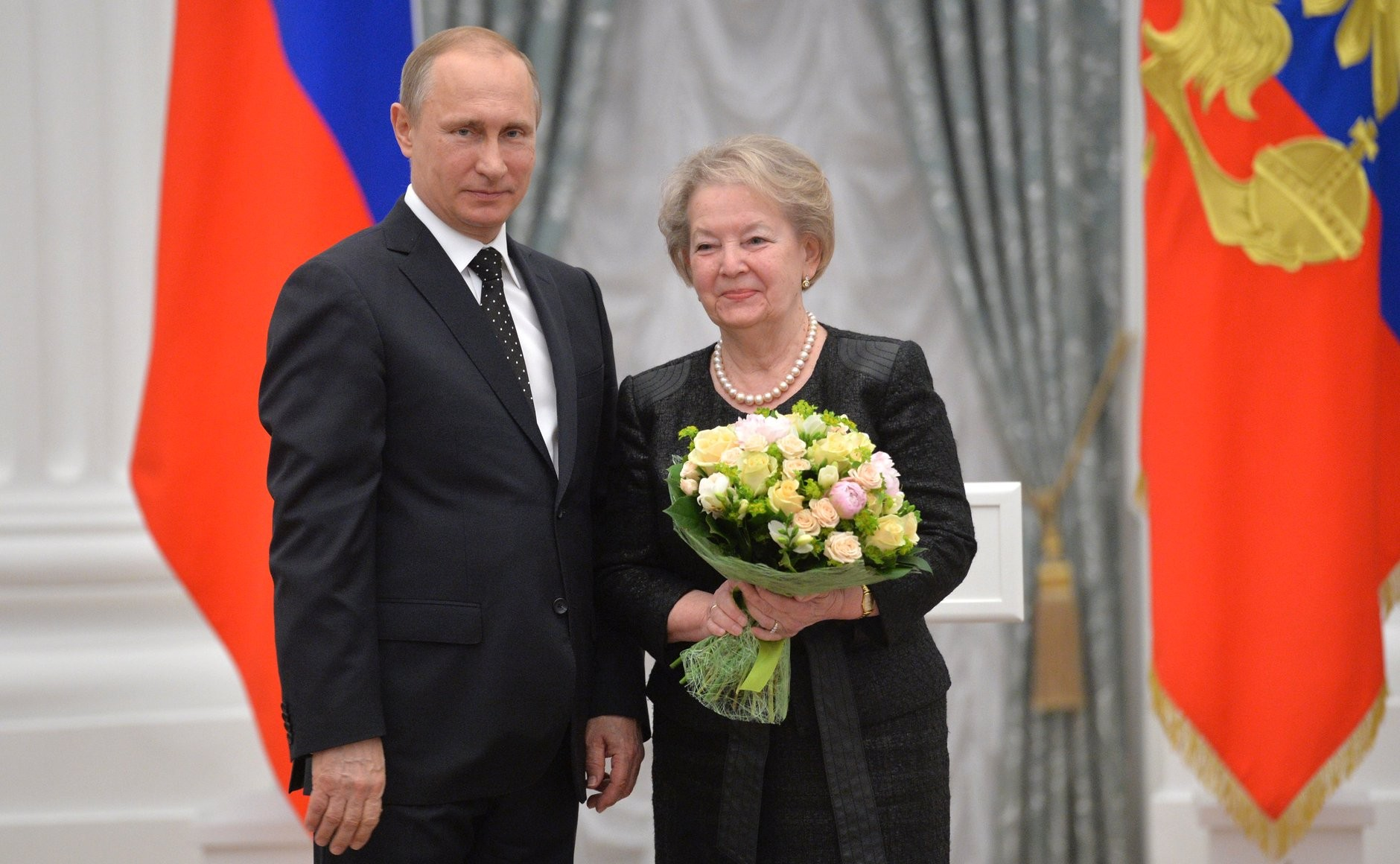
Награждение ректора академии
Л. К. Мошетовой орденом Дружбы.
Москва, Кремль, 21 мая 2015 года

## Награды
Академия награждена высшей наградой — орденом Ленина (Указ Президиума Верховного Совета СССР от 1967 года); Ленинской юбилейной почетной грамотой ЦК КПСС, Президиума Верховного Совета СССР, Совета Министров СССР и ВЦСПС; международной премией «Золотой Меркурий»; дипломом и настольной медалью Н. И. Пирогова.

## Диссертационные советы
- Д.208.071.01 — Детская хирургия, педиатрия
- Д.208.071.02 — Внутренние болезни. Инфекционные болезни. Нервные болезни
- Д.208.071.03 — Глазные болезни. Болезни уха, горла и носа
- Д.208.071.05 — Хирургия. Эндокринология. Лучевая диагностика, лучевая терапия
- Д.208.071.06 — Акушерство и гинекология. Онкология